# Schwenckfeldina germana
Schwenckfeldina germana är en tvåvingeart som först beskrevs av Samuel Wendell Williston  1896.  Schwenckfeldina germana ingår i släktet Schwenckfeldina och familjen sorgmyggor. Inga underarter finns listade i Catalogue of Life.